# Diopsid
Diopsid je monoklinski silikatni mineral iz piroksenske skupine s kemijsko formulo MgCaSi2O6. Diopsid tvori popoln niz trdnih raztopin s hedenbergitom (FeCaSi2O6) in avgitom in delen niz trdnih raztopin ortopiroksenom in pigeonitom.  Mineral je prozoren do prosojen in različno obarvan. Najpogosteje je motno zelene barve. Ima dva razločna prizmatična razkola pod kotoma 87º in 93º, ki sta značilna za piroksene. 

## Zgodovina in ime
Diopsid je bil prvič opisan okrog leta 1800. Njegovo ime je sestavljno iz grških besed δίς [dís], ki pomeni dvojen, in ὄψις  [ópsis], ki pomeni videzin se nanaša na dve možni orientaciji njegove prizme.

## Nahajališča
Diopsid se pojavlja v ultramafičnih magmatskih kamninah, na primer v kimberlitu in peridotitu in z diopsidom bogatih mafičnih kamninah, na primer v olivinskem bazaltu in andezitu. Diopsid se najde tudi v različnih metamorfnih kamninah,  kakršni so na primer kontaktni metamorfni skarni, ki so se razvili iz dolomitov z zelo veliko vsebnostjo silicijevega dioksida. Diposid  je pomemben mineral v Zemljinem plašču in je pogosta sestavina  peridotitskih vtrošnikov v kimberlitskih in alkalnih bazaltskih lavah. 
Nahajališča diopsida so v Kanadi, Južni Afriki, Rusiji, Braziliji in drugod. V Sloveniji so ga našli v Grapi in v okolici Dravograda.

## Mineralogija
Diosid je prekurzor hrizotila (belega azbesta), ki nastaja po hidrotermalnem preperevanju in magmatski diferenciaciji. Diopsid namreč lahko reagira z vodnimi raztopinami magnezijevih in klorovih spojin in se pri segravanju na 600 °C že po treh dneh pretvori v hrizotil.
Pri relativno visokih temperaturah je v nizu trdnih raztopin med diopsidom in pigeonitom vrzel. Pri nižjih temperaturah je vrzel v nizu  med diopsidom in ortopiroksenom. Razmerje med vsebnostjo kalcija in vsebnostjo kalcija, magnezija in železa v diopsidu, ki je nastal skupaj z enim od obeh piroksenov, je zelo občutljivo na temperature nad 900  °C, zato je sestava diopsida v peridotitskih vtrošnikih pomemben podatek za rekonstrukcijo temperatur v Zemljinem plašču.  
Violan je z manganom bogat različek diopsida vijolične do svetlo modre barve.

## Uporabnost
Diopsid bi lahko bil surovina  za proizvodnjo keramike in steklokeramike, ki bi bili uporabni v gradbeništvu, na področju biomaterialov, za imobilizacijo jedrskih odpadkov in tesnila v gorivnih celicah s trdnimi oksidi. 
Diopsid in kromov diopsid bi se lahko uporabila za izdelavo nakita, vendar imata premajhno trdoto (5,5 – 6,5) in natezno trdnost in se hitro lomita. 